# Сенарика-Фонте Фери (Пескара)
Сенарика-Фонте Фери (итал. Senarica-Fonte Ferri) је насеље у Италији у округу Пескара, региону Абруцо.
Према процени из 2011. у насељу је живело 110 становника. Насеље се налази на надморској висини од 175 м.